# Robursport Volley Pesaro 2005-2006
Questa voce raccoglie le informazioni riguardanti il Robursport Volley Pesaro nelle competizioni ufficiali della stagione 2005-2006.

## Stagione
La stagione 2005-06 è per il Robursport Volley Pesaro, sponsorizzato dalla Scavolini, è la terza consecutiva in Serie A1; rispetto alla stagione precedente la rosa viene quasi completamente confermata: tra le partenze quelle di Nadia Centoni e Valeria Rosso, sostituite da Carolina Costagrande e Kinga Maculewicz.
Il campionato si apre con la vittoria sul Forlì, seguita poi da una sconfitta contro il Giannino Pieralisi Volley: dopo un nuovo successo ed un'altra sconfitta, il club marchigiano vince tutte le gare del girone d'andata, raggiungendo il secondo posto in classifica generale. Il girone di ritorno è caratterizzato esclusivamente da successi, eccetto un unico stop, alla quindicesima giornata, in casa della Pallavolo Sirio Perugia: il club di Pesaro conclude la regular season al primo posto in classifica. Ai play-off scudetto, supera in tre gare, nei quarti di finale il Vicenza Volley, mentre viene poi sconfitto in semifinale, sempre in tre gare, dalla società di Jesi e quindi eliminata dalla corsa al titolo di campione d'Italia.
Tutte le società partecipanti alla Serie A1 2005-06 sono qualificate direttamente alla Coppa Italia: il Robursport Volley Pesaro, grazie ai risultati ottenuti nella stagione 2004-05, parte direttamente dai quarti di finale, dove supera, vincendo sia la gara d'andata che quella di ritorno, il Vicenza Volley; nelle semifinali però viene sconfitto al tie-break dal Volley Bergamo.
Il quarto posto in classifica nella stagione 2004-05 e il raggiungimento dei quarti di finale dei play-off scudetto, ha permesso alla società di Pesaro di disputare la Coppa CEV, prima apparizione in una competizione europea: qualificata direttamente agli ottavi di finale, batte sia nella gara di andata che in quella di ritorno il Club Voleibol Benidorm; nei quarti di finale supera invece agevolmente con un doppio 3-0 il Rapid Bucarest, raggiungendo la qualificazione alla Final Four di Torino. In semifinale ha la meglio sul Balakovskaja AĖS, mentre in finale vince 3-1 contro un'altra formazione italiana, il Chieri Volley, vincendo per la prima volta il trofeo.

## Organigramma societario
Area direttiva
- Presidente: Giancarlo Sorbini

Area tecnica
- Allenatore: Marcello Abbondanza
- Allenatore in seconda: Ivan Bragnani
- Scout man: Riccardo Marchesi
- Assistente allenatore: Alfredo Zamagna

Area sanitaria
- Medico: Alfredo Bressan
- Preparatore atletico: Ivan Bragnani
- Fisioterapista: Corrado Ballarini, Esmeralda Fetahu

## Rosa
| N° | Nome                 | Ruolo | Data di nascita   | Nazionalità sportiva |
| -- | -------------------- | ----- | ----------------- | -------------------- |
| 4  | Lindsey Berg         | P     | 16 luglio 1980    | Stati Uniti          |
| 5  | Kinga Maculewicz     | C     | 25 maggio 1978    | Francia              |
| 7  | Jevhenija Duškevyč   | C     | 4 maggio 1979     | Ucraina              |
| 8  | Simona Rinieri       | S     | 1º settembre 1977 | Italia               |
| 9  | Giulia Rondon        | P     | 16 ottobre 1987   | Italia               |
| 10 | Giorgete Mengarda    | S     | 5 giugno 1972     | Brasile              |
| 12 | Carolina Costagrande | S     | 15 ottobre 1980   | Italia               |
| 13 | Sheilla de Castro    | S/O   | 1º luglio 1983    | Brasile              |
| 14 | Martina Guiggi       | C     | 1º maggio 1984    | Italia               |
| 15 | Antonella Del Core   | S     | 5 ottobre 1980    | Italia               |
| 17 | Ramona Puerari       | L     | 4 aprile 1983     | Italia               |

## Mercato
| Acquisti | Acquisti             | Acquisti | Acquisti   |
| R.       | Nome                 | da       | Modalità   |
| -------- | -------------------- | -------- | ---------- |
| S        | Carolina Costagrande | Forlì    | definitivo |
| C        | Kinga Maculewicz     | Forlì    | definitivo |
| P        | Giulia Rondon        | Esperia  | definitivo |

| Cessioni | Cessioni        | Cessioni    | Cessioni   |
| R.       | Nome            | a           | Modalità   |
| -------- | --------------- | ----------- | ---------- |
| P        | Sara Baldizzone | ?           | definitivo |
| S/O      | Nadia Centoni   | Club Padova | definitivo |
| S        | Valeria Rosso   | Airone      | definitivo |

## Risultati

### Serie A1

#### Girone di andata
| 1ª giornata - 8 ottobre 2005 PalaGalassi, Forlì                   | Forlì             | 0 - 3 | Robursport Pesaro  | 22-25, 10-25, 17-25               |
| 2ª giornata - 13 ottobre 2005 PalaDionigi, Sant'Angelo in Lizzola | Robursport Pesaro | 1 - 3 | Giannino Pieralisi | 17-25, 25-21, 18-25, 17-25        |
| 3ª giornata - 16 ottobre 2005 Palasport Città di Vicenza, Vicenza | Vicenza           | 1 - 3 | Robursport Pesaro  | 25-22, 30-32, 26-28, 26-28        |
| 4ª giornata - 30 ottobre 2005 PalaDionigi, Sant'Angelo in Lizzola | Robursport Pesaro | 1 - 3 | Sirio Perugia      | 17-25, 23-25, 25-17, 21-25        |
| 5ª giornata - 6 novembre 2005 PalaDionigi, Sant'Angelo in Lizzola | Robursport Pesaro | 3 - 0 | Arzano             | 27-25, 25-16, 25-16               |
| 6ª giornata - 26 novembre 2005 PalaArcella, Padova                | Club Padova       | 1 - 3 | Robursport Pesaro  | 16-25, 25-21, 24-26, 25-27        |
| 7ª giornata - 4 dicembre 2005 PalaDionigi, Sant'Angelo in Lizzola | Robursport Pesaro | 3 - 2 | Chieri             | 23-25, 25-19, 18-25, 25-21, 15-10 |
| 8ª giornata - 11 dicembre 2005 PalaITC, Tortolì                   | Airone            | 0 - 3 | Robursport Pesaro  | 13-25, 23-25, 9-25                |
| 9ª giornata - 18 dicembre 2005 PalaCooper, Santeramo in Colle     | Santeramo         | 1 - 3 | Robursport Pesaro  | 18-25, 25-22, 23-25, 23-25        |
| 10ª giornata - 8 gennaio 2006 PalaDionigi, Sant'Angelo in Lizzola | Robursport Pesaro | 3 - 1 | Bergamo            | 25-22, 25-23, 22-25, 25-19        |
| 11ª giornata - 15 gennaio 2006 PalaDalLago, Novara                | Asystel           | 1 - 3 | Robursport Pesaro  | 15-25, 20-25, 25-22, 22-25        |

#### Girone di ritorno
| 12ª giornata - 22 gennaio 2006 PalaDionigi, Sant'Angelo in Lizzola  | Robursport Pesaro  | 3 - 0 | Forlì             | 25-15, 25-14, 25-23              |
| 13ª giornata - 25 gennaio 2006 PalaTriccoli, Jesi                   | Giannino Pieralisi | 0 - 3 | Robursport Pesaro | 23-25, 23-25, 20-25              |
| 14ª giornata - 29 gennaio 2006 PalaDionigi, Sant'Angelo in Lizzola  | Robursport Pesaro  | 3 - 1 | Vicenza           | 22-25, 25-22, 25-18, 25-20       |
| 15ª giornata - 4 febbraio 2006 PalaEvangelisti, Perugia             | Sirio Perugia      | 3 - 1 | Robursport Pesaro | 20-25, 25-23, 25-18, 25-16       |
| 16ª giornata - 18 febbraio 2006 PalaCasoria, Casoria                | Arzano             | 0 - 3 | Robursport Pesaro | 17-25, 18-25, 17-25              |
| 17ª giornata - 26 febbraio 2006 PalaDionigi, Sant'Angelo in Lizzola | Robursport Pesaro  | 3 - 0 | Club Padova       | 26-24, 25-20, 25-18              |
| 18ª giornata - 28 febbraio 2006 PalaMaddalene, Chieri               | Chieri             | 0 - 3 | Robursport Pesaro | 26-28, 22-25, 18-25              |
| 19ª giornata - 12 marzo 2006 PalaDionigi, Sant'Angelo in Lizzola    | Robursport Pesaro  | 3 - 0 | Airone            | 25-14, 33-31, 25-12              |
| 20ª giornata - 19 marzo 2006 PalaDionigi, Sant'Angelo in Lizzola    | Robursport Pesaro  | 3 - 2 | Santeramo         | 25-20, 22-25, 23-25, 25-17, 15-6 |
| 21ª giornata - 26 marzo 2006 PalaNorda, Bergamo                     | Bergamo            | 1 - 3 | Robursport Pesaro | 23-25, 26-28, 25-22, 17-25       |
| 22ª giornata - 1º aprile 2006 PalaDionigi, Sant'Angelo in Lizzola   | Robursport Pesaro  | 3 - 2 | Asystel           | 25-23, 22-25, 21-25, 25-20, 15-9 |

#### Play-off scudetto
| Quarti di finale (gara 1) - 5 aprile 2006 PalaDionigi, Sant'Angelo in Lizzola  | Robursport Pesaro  | 3 - 0 | Santeramo          | 25-18, 25-19, 25-22               |
| Quarti di finale (gara 2) - 9 aprile 2006 PalaCooper, Santeramo in Colle       | Santeramo          | 3 - 2 | Robursport Pesaro  | 21-25, 25-22, 22-25, 25-22, 20-18 |
| Quarti di finale (gara 3) - 12 aprile 2006 PalaDionigi, Sant'Angelo in Lizzola | Robursport Pesaro  | 3 - 1 | Santeramo          | 25-14, 23-25, 25-11, 25-23        |
| Semifinali (gara 1) - 15 aprile 2006 PalaDionigi, Sant'Angelo in Lizzola       | Robursport Pesaro  | 2 - 3 | Giannino Pieralisi | 25-15, 25-21, 23-25, 19-25, 9-15  |
| Semifinali (gara 2) - 19 aprile 2006 PalaTriccoli, Jesi                        | Giannino Pieralisi | 3 - 0 | Robursport Pesaro  | 25-23, 25-19, 25-23               |
| Semifinali (gara 3) - 22 aprile 2006 PalaDionigi, Sant'Angelo in Lizzola       | Robursport Pesaro  | 1 - 3 | Giannino Pieralisi | 17-25, 25-20, 26-28, 18-25        |

### Coppa Italia

#### Fase a eliminazione diretta
| Ottavi di finale (andata) - 1º febbraio 2006 Palasport Città di Vicenza, Vicenza | Vicenza           | 0 - 3 | Robursport Pesaro | 20-25, 20-25, 24-26               |
| Ottavi di finale (ritorno) - 8 febbraio 2006 PalaDionigi, Sant'Angelo in Lizzola | Robursport Pesaro | 3 - 0 | Vicenza           | 25-23, 25-21, 25-23               |
| Semifinali - 11 febbraio 2006 PalaEvangelisti, Perugia                           | Robursport Pesaro | 2 - 3 | Bergamo           | 25-22, 20-25, 19-25, 25-16, 11-15 |

### Coppa CEV

#### Fase a eliminazione diretta
| Ottavi di finale (andata) - 14 dicembre 2005 PalaDionigi, Sant'Angelo in Lizzola | Robursport Pesaro | 3 - 1 | Benidorm          | 25-17, 25-20, 19-25, 25-17 |
| Ottavi di finale (ritorno) - 20 dicembre 2005 Palau D´Sports, Benidorm           | Benidorm          | 1 - 3 | Robursport Pesaro | 13-25, 16-25, 25-22, 12-25 |
| Quarti di finale (andata) - 11 dicembre 2005 PalaDionigi, Sant'Angelo in Lizzola | Robursport Pesaro | 3 - 0 | Rapid Bucarest    | 25-15, 25-12, 25-15        |
| Quarti di finale (ritorno) - 18 dicembre 2005 Sala Polivalenta, Bucarest         | Rapid Bucarest    | 0 - 3 | Robursport Pesaro | 12-25, 23-25, 18-25        |
| Semifinali - 3 marzo 2006 PalaRuffini, Torino                                    | Robursport Pesaro | 3 - 0 | Balakovskaja AĖS  | 25-18, 26-24, 25-14        |
| Finale - 4 marzo 2006 PalaRuffini, Torino                                        | Robursport Pesaro | 3 - 1 | Chieri            | 25-17, 25-18, 23-25, 25-16 |

## Statistiche

### Statistiche di squadra
| Competizione | Punti | In casa | In casa | In casa | In trasferta | In trasferta | In trasferta | Totale | Totale | Totale |
| Competizione | Punti | G       | V       | P       | G            | V            | P            | G      | V      | P      |
| ------------ | ----- | ------- | ------- | ------- | ------------ | ------------ | ------------ | ------ | ------ | ------ |
| Serie A1     | 54    | 15      | 11      | 4       | 13           | 10           | 3            | 28     | 21     | 7      |
| Coppa Italia | -     | 1       | 1       | 0       | 1            | 1            | 0            | 3      | 2      | 1      |
| Coppa CEV    | -     | 2       | 2       | 0       | 2            | 2            | 0            | 6      | 6      | 0      |
| Totale       | -     | 18      | 14      | 4       | 16           | 13           | 3            | 37     | 29     | 8      |

G = partite giocate; V = partite vinte; P = partite perse

### Statistiche dei giocatori
| L. Berg        | 28 | 51  | 18  | 10 | 23 | 3 | 5  | 2  | 1 | 2 | Statistiche assenti | Statistiche assenti |
| C. Costagrande | 27 | 288 | 220 | 55 | 13 | 3 | 23 | 18 | 5 | 0 | Statistiche assenti | Statistiche assenti |
| S. de Castro   | 27 | 414 | 350 | 38 | 26 | 3 | 40 | 36 | 4 | 0 | Statistiche assenti | Statistiche assenti |
| A. Del Core    | 27 | 151 | 116 | 26 | 9  | 3 | 10 | 5  | 4 | 1 | Statistiche assenti | Statistiche assenti |
| J. Duškevyč    | 26 | 99  | 72  | 24 | 3  | 2 | 7  | 3  | 4 | 0 | Statistiche assenti | Statistiche assenti |
| M. Guiggi      | 27 | 292 | 213 | 64 | 15 | 3 | 24 | 19 | 4 | 1 | Statistiche assenti | Statistiche assenti |
| K. Maculewicz  | 27 | 262 | 177 | 67 | 18 | 3 | 35 | 26 | 6 | 3 | Statistiche assenti | Statistiche assenti |
| G. Mengarda    | 9  | 7   | 5   | 0  | 2  | 1 | 0  | 0  | 0 | 0 | Statistiche assenti | Statistiche assenti |
| R. Puerari     | 28 | -   | -   | -  | -  | 3 | -  | -  | - | - | Statistiche assenti | Statistiche assenti |
| S. Rinieri     | 27 | 393 | 332 | 43 | 18 | 3 | 41 | 34 | 4 | 3 | Statistiche assenti | Statistiche assenti |
| G. Rondon      | 23 | 6   | 2   | 2  | 2  | 3 | 1  | 1  | 0 | 0 | Statistiche assenti | Statistiche assenti |

P = presenze; PT = punti totali; AV = attacchi vincenti; MV = muri vincenti; BV = battute vincenti